# Sabine Hirt
Sabine Hirt – francuska judoczka. Startowała w Pucharze Świata w latach 1989-1991. Druga w drużynie na mistrzostwach Europy w 1992 i trzecia w 1988. Brązowa medalistka igrzysk frankofońskich w 1989. Mistrzyni Francji w 1989 i 1991 roku.